# Copa del Generalísimo de fútbol 1969-70
La Copa del Generalísimo de fútbol 1969-70 fue la 66.ª edición de dicha competición española. Contó con la participación de 162 equipos.

## Primera ronda

### Cuadro
| Equipo 1                        | Agr. | Equipo 2                   | Ida | Vuelta | 3er partido |
| ------------------------------- | ---- | -------------------------- | --- | ------ | ----------- |
| C. Atlético Monzón              | 2-5  | C. F. Villafranca          | 1-1 | 1-4    |             |
| C. D. Numancia                  | 0-1  | Recreativo Europa Delicias | 0-0 | 0-1    |             |
| Cádiz C. F.                     | 3-2  | Mérida Industrial C. F.    | 3-2 | 0-0    |             |
| C. D. Iruña                     | 2-4  | U. D. Figueras             | 0-1 | 2-3    |             |
| Fabril Deportivo                | 3-2  | S. D. Indauchu             | 2-0 | 1-2    |             |
| C. D. La Unión                  | 2-5  | Villarreal C. F.           | 2-1 | 0-4    |             |
| C. F. Badalona                  | 4-5  | C. D. Atlético Baleares    | 4-2 | 0-3    |             |
| C. D. Soledad                   | 0-5  | C. D. Condal               | 0-1 | 0-4    |             |
| S. D. Ibiza                     | 1-3  | Hércules C. F.             | 0-1 | 1-2    |             |
| S. D. Sueca                     | 5-3  | C. Atlético Calvo Sotelo   | 4-0 | 1-3    |             |
| Xerez C. D.                     | 6-5  | Real Jaén C. F.            | 4-0 | 2-5    |             |
| Imperial C. F.                  | 4-2  | C. D. Benicarló            | 3-0 | 1-2    |             |
| C. D. Eldense                   | 5-3  | U. D. Oliva                | 2-1 | 0-1    | 3-1         |
| C. D. Mestalla                  | 4-2  | Albacete Balompié          | 1-0 | 3-2    |             |
| C. D. Manchego                  | 3-5  | Levante U. D.              | 2-0 | 1-5    |             |
| C. D. Iliturgi                  | 7-5  | C. Atlético de Ceuta       | 3-2 | 4-3    |             |
| Sevilla Atlético C.             | 3-2  | Tenerife Atlético          | 1-0 | 2-2    |             |
| Adra C. F.                      | 2-5  | Melilla C. F.              | 2-1 | 0-4    |             |
| Reyfra Atlético O. J. E.        | 5-1  | Algeciras C. F.            | 5-0 | 0-1    |             |
| Aviaco Madrileño C. F.          | 4-6  | C. D. Alcalá               | 4-3 | 0-3    |             |
| C. D. Colonia Moscardó          | 7-3  | C. D. San Fernando         | 6-0 | 1-3    |             |
| C. D. Estepona                  | 4-6  | Talavera C. F.             | 4-3 | 0-3    |             |
| C. F. Extremadura               | 1-7  | Recreativo C. Portuense    | 1-2 | 0-5    |             |
| S. D. U. África Ceutí           | 1-2  | C. D. Cacereño             | 0-1 | 1-1    |             |
| Atlético Cataluña C. F.         | 1-2  | U. D. Mahón                | 1-1 | 0-1    |             |
| S. D. Hullera Vasco-Leonesa     | 2-5  | U. P. Langreo              | 1-0 | 1-5    |             |
| C. F. Villanueva y la Geltrú    | 1-2  | U. D. Barbastro            | 1-0 | 0-2    |             |
| Alondras C. F.                  | 0-2  | U. D. Cacabelense          | 0-1 | 0-1    |             |
| C. Atlético Orense              | 1-4  | Real Santander S. D.       | 1-1 | 0-3    |             |
| C. D. Lugo                      | 4-0  | S. D. Rayo Cantabria       | 4-0 | 0-0    |             |
| S. D. Compostela                | 4-1  | C. D. Laredo               | 1-1 | 0-0    | 3-0         |
| C. D. Ensidesa                  | 4-1  | Palencia C. F.             | 2-0 | 2-1    |             |
| C. D. Turón                     | 5-1  | C. F. Júpiter Leonés       | 2-0 | 3-1    |             |
| S. D. Ponferradina              | 4-1  | S. D. Vetusta              | 4-0 | 0-1    |             |
| R. S. Gimnástica de Torrelavega | 6-4  | Real Avilés C. F.          | 5-0 | 1-4    |             |
| C. Atlético Gijón               | 2-5  | Club Sestao                | 2-2 | 0-3    |             |
| C. D. Basconia                  | 2-0  | Caudal Deportivo           | 2-0 | 0-0    |             |
| C. D. Logroñés                  | 4-3  | Deportivo Alavés           | 3-2 | 1-1    |             |
| C. D. Guecho                    | 7-1  | C. D. Motrico              | 4-0 | 3-1    |             |
| San Sebastián C. F.             | 2-1  | U. D. Lérida               | 2-0 | 0-1    |             |
| Gerona C. F.                    | 2-0  | Real Unión Club            | 2-0 | 0-0    |             |
| S. D. Huesca                    | 3-4  | C. F. Lloret               | 1-0 | 2-4    |             |
| C. F. Calella                   | 5-2  | C. D. Calahorra            | 3-1 | 2-1    |             |
| C. D. Moncada                   | 2-9  | C. D. Tudelano             | 2-4 | 0-5    |             |
| C. D. Plasencia                 | 1-3  | R. C. Recreativo de Huelva | 0-1 | 1-2    |             |
| Orihuela Deportiva C. F.        | 3-1  | C. Atlético Marbella       | 3-0 | 0-1    |             |
| C. Gimnástico de Tarragona      | 4-3  | Aragón C. F.               | 2-0 | 0-2    | 2-1         |
| C. D. Tortosa                   | 5-3  | C. F. Samboyano            | 4-1 | 1-2    |             |
| Cultural D. Leonesa             | 7-1  | C. D. San Martín           | 6-0 | 1-1    |             |
| Triana Balompié                 | 1-3  | C. D. Valdepeñas           | 1-0 | 0-3    |             |
| C. D. Badajoz                   | 5-3  | Jerez Industrial C. F.     | 1-0 | 1-2    | 3-1         |
| U. D. A. Gramanet               | 7-3  | C. D. Binéfar              | 3-1 | 4-2    |             |
| C. D. Tarrasa                   | 5-0  | C. D. Menorca              | 2-0 | 3-0    |             |
| C. F. Gandía                    | 5-2  | Torrente C. F.             | 2-0 | 3-2    |             |
| C. Atlético Cartagena           | 2-5  | C. D. Onda                 | 0-1 | 2-4    |             |
| U. D. Olot                      | 4-5  | C. D. Oberena              | 3-1 | 0-2    | 1-2         |
| C. D. Europa                    | 4-2  | C. D. Manacor              | 2-1 | 2-1    |             |
| Paiporta C. F.                  | 3-2  | Novelda C. F.              | 3-1 | 0-1    |             |
| C. D. Cartagena                 | 13-2 | U. D. Alcira               | 7-0 | 6-2    |             |
| C. D. Alcoyano                  | 5-4  | R. S. D. Alcalá            | 2-0 | 0-2    | 3-2         |
| R. B. Linense                   | 1-2  | A. D. Plus Ultra           | 1-0 | 0-2    |             |

### Partidos
| Ida; 24 de septiembre de 1969 | C. Atlético Monzón | 1:1 | C. F. Villafranca |  |  |

| Vuelta; 05 de noviembre de 1969 | C. F. Villafranca | 4:1 (Global 5:2) | C. Atlético Monzón |  |  |

| Ida; 02 de octubre de 1969 | C. D. Numancia | 0:0 | Recreativo Europa Delicias |  |  |

| Vuelta; 05 de noviembre de 1969 | Recreativo Europa Delicias | 1:0 (Global 1:0) | C. D. Numancia |  |  |

| Ida; 07 de octubre de 1969 | Cádiz C. F. | 3:2 | Mérida Industrial C. F. |  |  |

| Vuelta; 05 de noviembre de 1969 | Mérida Industrial C. F. | 0:0 (Global 2:3) | Cádiz C. F. |  |  |

| Ida; 07 de octubre de 1969 | C. D. Iruña | 0:1 | U. D. Figueras |  |  |

| Vuelta; 28 de octubre de 1969 | U. D. Figueras | 3:2 (Global 4:2) | C. D. Iruña |  |  |

| Ida; 07 de octubre de 1969 | Fabril Deportivo | 2:0 | S. D. Indauchu |  |  |

| Vuelta; 05 de noviembre de 1969 | S. D. Indauchu | 2:1 (Global 2:3) | Fabril Deportivo |  |  |

| Ida; 07 de octubre de 1969 | C. D. La Unión | 2:1 | Villarreal C. F. |  |  |

| Vuelta; 05 de noviembre de 1969 | Villarreal C. F. | 4:0 (Global 5:2) | C. D. La Unión |  |  |

| Ida; 08 de octubre de 1969 | C. F. Badalona | 4:2 | C. D. Atlético Baleares |  |  |

| Vuelta; 05 de noviembre de 1969 | C. D. Atlético Baleares | 3:0 (Global 5:4) | C. F. Badalona |  |  |

| Ida; 08 de octubre de 1969 | C. D. Soledad | 0:1 | C. D. Condal |  |  |

| Vuelta; 05 de noviembre de 1969 | C. D. Condal | 4:0 (Global 5:0) | C. D. Soledad |  |  |

| Ida; 08 de octubre de 1969 | S. D. Ibiza | 0:1 | Hércules C. F. |  |  |

| Vuelta; 05 de noviembre de 1969 | Hércules C. F. | 2:1 (Global 3:1) | S. D. Ibiza |  |  |

| Ida; 08 de octubre de 1969 | S. D. Sueca | 4:0 | C. Atlético Calvo Sotelo |  |  |

| Vuelta; 05 de noviembre de 1969 | C. Atlético Calvo Sotelo | 3:1 (Global 3:5) | S. D. Sueca |  |  |

| Ida; 08 de octubre de 1969 | Xerez C. D. | 4:0 | Real Jaén C. F. |  |  |

| Vuelta; 05 de noviembre de 1969 | Real Jaén C. F. | 5:2 (Global 5:6) | Xerez C. D. |  |  |

| Ida; 08 de octubre de 1969 | Imperial C. F. | 3:0 | C. D. Benicarló |  |  |

| Vuelta; 05 de noviembre de 1969 | C. D. Benicarló | 2:1 (Global 2:4) | Imperial C. F. |  |  |

| Ida; 08 de octubre de 1969 | C. D. Eldense | 2:1 | U. D. Oliva |  |  |

| Vuelta; 05 de noviembre de 1969 | U. D. Oliva | 1:0 | C. D. Eldense |  |  |

| Desempate; 13 de noviembre de 1969 | C. D. Eldense | 3:1 (Global 5:3) | U. D. Oliva |  |  |

| Ida; 08 de octubre de 1969 | C. D. Mestalla | 1:0 | Albacete Balompié |  |  |

| Vuelta; 05 de noviembre de 1969 | Albacete Balompié | 2:3 (Global 2:4) | C. D. Mestalla |  |  |

| Ida; 08 de octubre de 1969 | C. D. Manchego | 2:0 | Levante U. D. |  |  |

| Vuelta; 05 de noviembre de 1969 | Levante U. D. | 5:1 (Global 5:3) | C. D. Manchego |  |  |

| Ida; 08 de octubre de 1969 | C. D. Iliturgi | 3:2 | C. Atlético de Ceuta |  |  |

| Vuelta; 05 de noviembre de 1969 | C. Atlético de Ceuta | 3:4 (Global 5:7) | C. D. Iliturgi |  |  |

| Ida; 08 de octubre de 1969 | Sevilla Atlético C. | 1:0 | Tenerife Atlético |  |  |

| Vuelta; 12 de noviembre de 1969 | Tenerife Atlético | 2:2 (Global 2:3) | Sevilla Atlético C. |  |  |

| Ida; 08 de octubre de 1969 | Adra C. F. | 2:1 | Melilla C. F. |  |  |

| Vuelta; 06 de noviembre de 1969 | Melilla C. F. | 4:0 (Global 5:2) | Adra C. F. |  |  |

| Ida; 08 de octubre de 1969 | Reyfra Atlético O. J. E. | 5:0 | Algeciras C. F. |  |  |

| Vuelta; 05 de noviembre de 1969 | Algeciras C. F. | 1:0 (Global 1:5) | Reyfra Atlético O. J. E. |  |  |

| Ida; 08 de octubre de 1969 | Aviaco Madrileño C. F. | 4:3 | C. D. Alcalá |  |  |

| Vuelta; 05 de noviembre de 1969 | C. D. Alcalá | 3:0 (Global 6:4) | Aviaco Madrileño C. F. |  |  |

| Ida; 08 de octubre de 1969 | C. D. Colonia Moscardó | 6:0 | C. D. San Fernando |  |  |

| Vuelta; 05 de noviembre de 1969 | C. D. San Fernando | 3:1 (Global 3:7) | C. D. Colonia Moscardó |  |  |

| Ida; 08 de octubre de 1969 | C. D. Estepona | 4:3 | Talavera C. F. |  |  |

| Vuelta; 05 de noviembre de 1969 | Talavera C. F. | 3:0 (Global 6:4) | C. D. Estepona |  |  |

| Ida; 08 de octubre de 1969 | C. F. Extremadura | 1:2 | Recreativo C. Portuense |  |  |

| Vuelta; 05 de noviembre de 1969 | Recreativo C. Portuense | 5:0 (Global 7:1) | C. F. Extremadura |  |  |

| Ida; 08 de octubre de 1969 | S. D. U. África Ceutí | 0:1 | C. D. Cacereño |  |  |

| Vuelta; 05 de noviembre de 1969 | C. D. Cacereño | 1:1 (Global 2:1) | S. D. U. África Ceutí |  |  |

| Ida; 08 de octubre de 1969 | Atlético Cataluña C. F. | 1:1 | U. D. Mahón |  |  |

| Vuelta; 05 de noviembre de 1969 | U. D. Mahón | 1:0 (Global 2:1) | Atlético Cataluña C. F. |  |  |

| Ida; 08 de octubre de 1969 | S. D. Hullera Vasco-Leonesa | 1:0 | U. P. Langreo |  |  |

| Vuelta; 05 de noviembre de 1969 | U. P. Langreo | 5:1 (Global 5:2) | S. D. Hullera Vasco-Leonesa |  |  |

| Ida; 08 de octubre de 1969 | C. F. Villanueva y la Geltrú | 1:0 | U. D. Barbastro |  |  |

| Vuelta; 05 de noviembre de 1969 | U. D. Barbastro | 2:0 (Global 2:1) | C. F. Villanueva y la Geltrú |  |  |

| Ida; 08 de octubre de 1969 | Alondras C. F. | 0:1 | U. D. Cacabelense |  |  |

| Vuelta; 05 de noviembre de 1969 | U. D. Cacabelense | 1:0 (Global 2:0) | Alondras C. F. |  |  |

| Ida; 08 de octubre de 1969 | C. Atlético Orense | 1:1 | Real Santander S. D. |  |  |

| Vuelta; 05 de noviembre de 1969 | Real Santander S. D. | 3:0 (Global 4:1) | C. Atlético Orense |  |  |

| Ida; 08 de octubre de 1969 | C. D. Lugo | 4:0 | S. D. Rayo Cantabria |  |  |

| Vuelta; 22 de octubre de 1969 | S. D. Rayo Cantabria | 0:0 (Global 0:4) | C. D. Lugo |  |  |

| Ida; 08 de octubre de 1969 | S. D. Compostela | 1:1 | C. D. Laredo |  |  |

| Vuelta; 30 de octubre de 1969 | C. D. Laredo | 0:0 | S. D. Compostela |  |  |

| Desempate; 12 de noviembre de 1969 | S. D. Compostela | 3:0 (Global 4:1) | C. D. Laredo |  |  |

| Ida; 08 de octubre de 1969 | C. D. Ensidesa | 2:0 | Palencia C. F. |  |  |

| Vuelta; 05 de noviembre de 1969 | Palencia C. F. | 1:2 (Global 1:4) | C. D. Ensidesa |  |  |

| Ida; 08 de octubre de 1969 | C. D. Turón | 2:0 | C. F. Júpiter Leonés |  |  |

| Vuelta; 22 de octubre de 1969 | C. F. Júpiter Leonés | 1:3 (Global 1:5) | C. D. Turón |  |  |

| Ida; 08 de octubre de 1969 | S. D. Ponferradina | 4:0 | S. D. Vetusta |  |  |

| Vuelta; 05 de noviembre de 1969 | S. D. Vetusta | 1:0 (Global 1:4) | S. D. Ponferradina |  |  |

| Ida; 08 de octubre de 1969 | R. S. Gimnástica de Torrelavega | 5:0 | Real Avilés C. F. |  |  |

| Vuelta; 05 de noviembre de 1969 | Real Avilés C. F. | 4:1 (Global 4:6) | R. S. Gimnástica de Torrelavega |  |  |

| Ida; 08 de octubre de 1969 | C. Atlético Gijón | 2:2 | Club Sestao |  |  |

| Vuelta; 05 de noviembre de 1969 | Club Sestao | 3:0 (Global 5:2) | C. Atlético Gijón |  |  |

| Ida; 08 de octubre de 1969 | C. D. Basconia | 2:0 | Caudal Deportivo |  |  |

| Vuelta; 05 de noviembre de 1969 | Caudal Deportivo | 0:0 (Global 0:2) | C. D. Basconia |  |  |

| Ida; 08 de octubre de 1969 | C. D. Logroñés | 3:2 | Deportivo Alavés |  |  |

| Vuelta; 05 de noviembre de 1969 | Deportivo Alavés | 1:1 (Global 3:4) | C. D. Logroñés |  |  |

| Ida; 08 de octubre de 1969 | C. D. Guecho | 4:0 | C. D. Motrico |  |  |

| Vuelta; 05 de noviembre de 1969 | C. D. Motrico | 1:3 (Global 1:7) | C. D. Guecho |  |  |

| Ida; 08 de octubre de 1969 | San Sebastián C. F. | 2:0 | U. D. Lérida |  |  |

| Vuelta; 05 de noviembre de 1969 | U. D. Lérida | 1:0 (Global 1:2) | San Sebastián C. F. |  |  |

| Ida; 08 de octubre de 1969 | Gerona C. F. | 2:0 | Real Unión Club |  |  |

| Vuelta; 05 de noviembre de 1969 | Real Unión Club | 0:0 (Global 0:2) | Gerona C. F. |  |  |

| Ida; 08 de octubre de 1969 | S. D. Huesca | 1:0 | C. F. Lloret |  |  |

| Vuelta; 05 de noviembre de 1969 | C. F. Lloret | 4:2 (Global 4:3) | S. D. Huesca |  |  |

| Ida; 08 de octubre de 1969 | C. F. Calella | 3:1 | C. D. Calahorra |  |  |

| Vuelta; 05 de noviembre de 1969 | C. D. Calahorra | 1:2 (Global 2:5) | C. F. Calella |  |  |

| Ida; 08 de octubre de 1969 | C. D. Moncada | 2:4 | C. D. Tudelano |  |  |

| Vuelta; 05 de noviembre de 1969 | C. D. Tudelano | 5:0 (Global 9:2) | C. D. Moncada |  |  |

| Ida; 08 de octubre de 1969 | C. D. Plasencia | 0:1 | R. C. Recreativo de Huelva |  |  |

| Vuelta; 05 de noviembre de 1969 | R. C. Recreativo de Huelva | 2:1 (Global 3:1) | C. D. Plasencia |  |  |

| Ida; 08 de octubre de 1969 | Orihuela Deportiva C. F. | 3:0 | C. Atlético Marbella |  |  |

| Vuelta; 05 de noviembre de 1969 | C. Atlético Marbella | 1:0 (Global 1:3) | Orihuela Deportiva C. F. |  |  |

| Ida; 09 de octubre de 1969 | C. Gimnástico de Tarragona | 2:0 | Aragón C. F. |  |  |

| Vuelta; 05 de noviembre de 1969 | Aragón C. F. | 2:0 | C. Gimnástico de Tarragona |  |  |

| Desempate; 13 de noviembre de 1969 | C. Gimnástico de Tarragona | 2:1 (Global 4:3) | Aragón C. F. |  |  |

| Ida; 09 de octubre de 1969 | C. D. Tortosa | 4:1 | C. F. Samboyano |  |  |

| Vuelta; 05 de noviembre de 1969 | C. F. Samboyano | 2:1 (Global 3:5) | C. D. Tortosa |  |  |

| Ida; 09 de octubre de 1969 | Cultural D. Leonesa | 6:0 | C. D. San Martín |  |  |

| Vuelta; 06 de noviembre de 1969 | C. D. San Martín | 1:1 (Global 1:7) | Cultural D. Leonesa |  |  |

| Ida; 09 de octubre de 1969 | Triana Balompié | 1:0 | C. D. Valdepeñas |  |  |

| Vuelta; 05 de noviembre de 1969 | C. D. Valdepeñas | 3:0 (Global 3:1) | Triana Balompié |  |  |

| Ida; 09 de octubre de 1969 | C. D. Badajoz | 1:0 | Jerez Industrial C. F. |  |  |

| Vuelta; 05 de noviembre de 1969 | Jerez Industrial C. F. | 2:1 | C. D. Badajoz |  |  |

| Desempate; 13 de noviembre de 1969 | C. D. Badajoz | 3:1 (Global 5:3) | Jerez Industrial C. F. |  |  |

| Ida; 09 de octubre de 1969 | U. D. A. Gramanet | 3:1 | C. D. Binéfar |  |  |

| Vuelta; 05 de noviembre de 1969 | C. D. Binéfar | 2:4 (Global 3:7) | U. D. A. Gramanet |  |  |

| Ida; 09 de octubre de 1969 | C. D. Tarrasa | 2:0 | C. D. Menorca |  |  |

| Vuelta; 29 de octubre de 1969 | C. D. Menorca | 0:3 (Global 0:5) | C. D. Tarrasa |  |  |

| Ida; 10 de octubre de 1969 | C. F. Gandía | 2:0 | Torrente C. F. |  |  |

| Vuelta; 05 de noviembre de 1969 | Torrente C. F. | 2:3 (Global 2:5) | C. F. Gandía |  |  |

| Ida; 15 de octubre de 1969 | C. Atlético Cartagena | 0:1 | C. D. Onda |  |  |

| Vuelta; 24 de octubre de 1969 | C. D. Onda | 4:2 (Global 5:2) | C. Atlético Cartagena |  |  |

| Ida; 15 de octubre de 1969 | U. D. Olot | 3:1 | C. D. Oberena |  |  |

| Vuelta; 05 de noviembre de 1969 | C. D. Oberena | 2:0 | U. D. Olot |  |  |

| Desempate; 13 de noviembre de 1969 | C. D. Oberena | 2:1 (Global 5:4) | U. D. Olot |  |  |

| Ida; 15 de octubre de 1969 | C. D. Europa | 2:1 | C. D. Manacor |  |  |

| Vuelta; 05 de noviembre de 1969 | C. D. Manacor | 1:2 (Global 2:4) | C. D. Europa |  |  |

| Ida; 22 de octubre de 1969 | Paiporta C. F. | 3:1 | Novelda C. F. |  |  |

| Vuelta; 05 de noviembre de 1969 | Novelda C. F. | 1:0 (Global 2:3) | Paiporta C. F. |  |  |

| Ida; 22 de octubre de 1969 | C. D. Cartagena | 7:0 | U. D. Alcira |  |  |

| Vuelta; 05 de noviembre de 1969 | U. D. Alcira | 2:6 (Global 2:13) | C. D. Cartagena |  |  |

| Ida; 22 de octubre de 1969 | C. D. Alcoyano | 2:0 | R. S. D. Alcalá |  |  |

| Vuelta; 05 de noviembre de 1969 | R. S. D. Alcalá | 2:0 | C. D. Alcoyano |  |  |

| Desempate; 12 de noviembre de 1969 | C. D. Alcoyano | 3:2 (Global 5:4) | R. S. D. Alcalá |  |  |

| Ida; 22 de octubre de 1969 | R. B. Linense | 1:0 | A. D. Plus Ultra |  |  |

| Vuelta; 05 de noviembre de 1969 | A. D. Plus Ultra | 2:0 (Global 2:1) | R. B. Linense |  |  |

## Segunda ronda

### Cuadro
| Equipo 1                        | Agr. | Equipo 2                   | Ida | Vuelta | 3er partido |
| ------------------------------- | ---- | -------------------------- | --- | ------ | ----------- |
| C. D. Eldense                   | 6-2  | C. D. Condal               | 5-1 | 1-1    |             |
| Paiporta C. F.                  | 3-7  | C. F. Calella              | 1-2 | 2-5    |             |
| Recreativo Europa Delicias      | 3-2  | C. D. Logroñés             | 3-0 | 0-2    |             |
| Hércules C. F.                  | 4-1  | Talavera C. F.             | 1-0 | 3-1    |             |
| U. D. Barbastro                 | 4-3  | C. Gimnástico de Tarragona | 3-0 | 1-3    |             |
| San Sebastián C. F.             | 5-0  | C. D. Guecho               | 2-0 | 3-0    |             |
| C. D. Tarrasa                   | 4-3  | C. D. Atlético Baleares    | 2-1 | 0-1    | 2-1         |
| C. F. Lloret                    | 2-4  | S. D. Sueca                | 2-1 | 0-1    | 0-2         |
| A. D. Plus Ultra                | 0-4  | C. D. Alcoyano             | 0-1 | 0-3    |             |
| C. D. Tortosa                   | 3-2  | Gerona C. F.               | 1-1 | 0-0    | 2-1         |
| C. F. Villafranca               | 2-5  | C. D. Mestalla             | 2-1 | 0-1    | 0-3         |
| C. D. Basconia                  | 3-4  | C. D. Oberena              | 1-2 | 1-0    | 1-2         |
| C. D. Alcalá                    | 2-5  | Orihuela Deportiva C. F.   | 2-2 | 0-3    |             |
| Recreativo C. Portuense         | 1-4  | C. D. Cartagena            | 1-1 | 0-3    |             |
| U. D. Cacabelense               | 2-5  | Fabril Deportivo           | 1-1 | 1-4    |             |
| C. F. Gandía                    | 0-3  | C. D. Colonia Moscardó     | 0-0 | 0-3    |             |
| U. D. Figueras                  | 4-2  | C. D. Onda                 | 3-0 | 1-2    |             |
| R. S. Gimnástica de Torrelavega | 4-2  | C. D. Ensidesa             | 1-0 | 0-1    | 3-1         |
| C. D. Cacereño                  | 1-4  | Sevilla Atlético C.        | 1-2 | 0-2    |             |
| Reyfra Atlético O. J. E.        | 7-3  | C. D. Iliturgi             | 3-2 | 0-1    | 4-0         |
| R. C. Recreativo de Huelva      | 5-6  | C. D. Badajoz              | 4-2 | 0-2    | 1-2         |
| S. D. Compostela                | 3-4  | S. D. Ponferradina         | 2-0 | 1-4    |             |
| C. D. Valdepeñas                | 2-4  | Melilla C. F.              | 1-0 | 1-4    |             |
| C. D. Baracaldo Altos Hornos    | 3-1  | C. D. Turón                | 3-0 | 0-1    |             |
| Cultural D. Leonesa             | 3-4  | C. D. Lugo                 | 2-0 | 0-2    | 1-2         |
| Villarreal C. F.                | 5-4  | C. D. Europa               | 4-1 | 0-3    | 1-0         |
| U. P. Langreo                   | 1-2  | Real Santander S. D.       | 1-0 | 0-2    |             |
| Levante U. D.                   | 6-1  | U. D. A. Gramanet          | 4-0 | 2-1    |             |
| C. D. Tudelano                  | 2-6  | Club Sestao                | 2-3 | 0-3    |             |
| C. F. Reus Deportivo            | 2-3  | U. D. Mahón                | 1-0 | 1-3    |             |

### Partidos
| Ida; 26 de noviembre de 1969 | C. D. Eldense | 5:1 | C. D. Condal |  |  |

| Vuelta; 10 de diciembre de 1969 | C. D. Condal | 1:1 (Global 2:6) | C. D. Eldense |  |  |

| Ida; 26 de noviembre de 1969 | Paiporta C. F. | 1:2 | C. F. Calella |  |  |

| Vuelta; 10 de diciembre de 1969 | C. F. Calella | 5:2 (Global 7:3) | Paiporta C. F. |  |  |

| Ida; 26 de noviembre de 1969 | Recreativo Europa Delicias | 3:0 | C. D. Logroñés |  |  |

| Vuelta; 10 de diciembre de 1969 | C. D. Logroñés | 2:0 (Global 2:3) | Recreativo Europa Delicias |  |  |

| Ida; 27 de noviembre de 1969 | Hércules C. F. | 1:0 | Talavera C. F. |  |  |

| Vuelta; 10 de diciembre de 1969 | Talavera C. F. | 1:3 (Global 1:4) | Hércules C. F. |  |  |

| Ida; 27 de noviembre de 1969 | U. D. Barbastro | 3:0 | C. Gimnástico de Tarragona |  |  |

| Vuelta; 10 de diciembre de 1969 | C. Gimnástico de Tarragona | 3:1 (Global 3:4) | U. D. Barbastro |  |  |

| Ida; 27 de noviembre de 1969 | San Sebastián C. F. | 2:0 | C. D. Guecho |  |  |

| Vuelta; 10 de diciembre de 1969 | C. D. Guecho | 0:3 (Global 0:5) | San Sebastián C. F. |  |  |

| Ida; 27 de noviembre de 1969 | C. D. Tarrasa | 2:1 | C. D. Atlético Baleares |  |  |

| Vuelta; 10 de diciembre de 1969 | C. D. Atlético Baleares | 1:0 | C. D. Tarrasa |  |  |

| Desempate; 17 de diciembre de 1969 | C. D. Tarrasa | 2:1 (Global 4:3) | C. D. Atlético Baleares |  |  |

| Ida; 27 de noviembre de 1969 | C. F. Lloret | 2:1 | S. D. Sueca |  |  |

| Vuelta; 10 de diciembre de 1969 | S. D. Sueca | 1:0 | C. F. Lloret |  |  |

| Desempate; 17 de diciembre de 1969 | C. F. Lloret | 0:2 (Global 2:4) | S. D. Sueca |  |  |

| Ida; 27 de noviembre de 1969 | A. D. Plus Ultra | 0:1 | C. D. Alcoyano |  |  |

| Vuelta; 10 de diciembre de 1969 | C. D. Alcoyano | 3:0 (Global 4:0) | A. D. Plus Ultra |  |  |

| Ida; 27 de noviembre de 1969 | C. D. Tortosa | 1:1 | Gerona C. F. |  |  |

| Vuelta; 10 de diciembre de 1969 | Gerona C. F. | 0:0 | C. D. Tortosa |  |  |

| Desempate; 17 de diciembre de 1969 | C. D. Tortosa | 2:1 (Global 3:2) | Gerona C. F. |  |  |

| Ida; 27 de noviembre de 1969 | C. F. Villafranca | 2:1 | C. D. Mestalla |  |  |

| Vuelta; 10 de diciembre de 1969 | C. D. Mestalla | 1:0 | C. F. Villafranca |  |  |

| Desempate; 17 de diciembre de 1969 | C. F. Villafranca | 0:3 (Global 2:5) | C. D. Mestalla |  |  |

| Ida; 27 de noviembre de 1969 | C. D. Basconia | 1:2 | C. D. Oberena |  |  |

| Vuelta; 10 de diciembre de 1969 | C. D. Oberena | 0:1 | C. D. Basconia |  |  |

| Desempate; 17 de diciembre de 1969 | C. D. Basconia | 1:2 (Global 3:4) | C. D. Oberena |  |  |

| Ida; 27 de noviembre de 1969 | C. D. Alcalá | 2:2 | Orihuela Deportiva C. F. |  |  |

| Vuelta; 10 de diciembre de 1969 | Orihuela Deportiva C. F. | 3:0 (Global 5:2) | C. D. Alcalá |  |  |

| Ida; 27 de noviembre de 1969 | Recreativo C. Portuense | 1:1 | C. D. Cartagena |  |  |

| Vuelta; 10 de diciembre de 1969 | C. D. Cartagena | 3:0 (Global 4:1) | Recreativo C. Portuense |  |  |

| Ida; 27 de noviembre de 1969 | U. D. Cacabelense | 1:1 | Fabril Deportivo |  |  |

| Vuelta; 10 de diciembre de 1969 | Fabril Deportivo | 4:1 (Global 5:2) | U. D. Cacabelense |  |  |

| Ida; 27 de noviembre de 1969 | C. F. Gandía | 0:0 | C. D. Colonia Moscardó |  |  |

| Vuelta; 10 de diciembre de 1969 | C. D. Colonia Moscardó | 3:0 (Global 3:0) | C. F. Gandía |  |  |

| Ida; 27 de noviembre de 1969 | U. D. Figueras | 3:0 | C. D. Onda |  |  |

| Vuelta; 10 de diciembre de 1969 | C. D. Onda | 2:1 (Global 2:4) | U. D. Figueras |  |  |

| Ida; 27 de noviembre de 1969 | R. S. Gimnástica de Torrelavega | 1:0 | C. D. Ensidesa |  |  |

| Vuelta; 10 de diciembre de 1969 | C. D. Ensidesa | 1:0 | R. S. Gimnástica de Torrelavega |  |  |

| Desempate; 17 de diciembre de 1969 | R. S. Gimnástica de Torrelavega | 3:1 (Global 4:2) | C. D. Ensidesa |  |  |

| Ida; 27 de noviembre de 1969 | C. D. Cacereño | 1:2 | Sevilla Atlético C. |  |  |

| Vuelta; 10 de diciembre de 1969 | Sevilla Atlético C. | 2:0 (Global 4:1) | C. D. Cacereño |  |  |

| Ida; 27 de noviembre de 1969 | Reyfra Atlético O. J. E. | 3:2 | C. D. Iliturgi |  |  |

| Vuelta; 10 de diciembre de 1969 | C. D. Iliturgi | 1:0 | Reyfra Atlético O. J. E. |  |  |

| Desempate; 17 de diciembre de 1969 | Reyfra Atlético O. J. E. | 4:0 (Global 7:3) | C. D. Iliturgi |  |  |

| Ida; 27 de noviembre de 1969 | R. C. Recreativo de Huelva | 4:2 | C. D. Badajoz |  |  |

| Vuelta; 10 de diciembre de 1969 | C. D. Badajoz | 2:0 | R. C. Recreativo de Huelva |  |  |

| Desempate; 17 de diciembre de 1969 | R. C. Recreativo de Huelva | 1:2 (Global 5:6) | C. D. Badajoz |  |  |

| Ida; 27 de noviembre de 1969 | S. D. Compostela | 2:0 | S. D. Ponferradina |  |  |

| Vuelta; 10 de diciembre de 1969 | S. D. Ponferradina | 4:1 (Global 4:3) | S. D. Compostela |  |  |

| Ida; 27 de noviembre de 1969 | C. D. Valdepeñas | 1:0 | Melilla C. F. |  |  |

| Vuelta; 10 de diciembre de 1969 | Melilla C. F. | 4:1 (Global 4:2) | C. D. Valdepeñas |  |  |

| Ida; 27 de noviembre de 1969 | C. D. Baracaldo Altos Hornos | 3:0 | C. D. Turón |  |  |

| Vuelta; 10 de diciembre de 1969 | C. D. Turón | 1:0 (Global 1:3) | C. D. Baracaldo Altos Hornos |  |  |

| Ida; 27 de noviembre de 1969 | Cultural D. Leonesa | 2:0 | C. D. Lugo |  |  |

| Vuelta; 10 de diciembre de 1969 | C. D. Lugo | 2:0 | Cultural D. Leonesa |  |  |

| Desempate; 17 de diciembre de 1969 | Cultural D. Leonesa | 1:2 (Global 3:4) | C. D. Lugo |  |  |

| Ida; 27 de noviembre de 1969 | Villarreal C. F. | 4:1 | C. D. Europa |  |  |

| Vuelta; 10 de diciembre de 1969 | C. D. Europa | 3:0 | Villarreal C. F. |  |  |

| Desempate; 17 de diciembre de 1969 | Villarreal C. F. | 1:0 (Global 5:4) | C. D. Europa |  |  |

| Ida; 27 de noviembre de 1969 | U. P. Langreo | 1:0 | Real Santander S. D. |  |  |

| Vuelta; 10 de diciembre de 1969 | Real Santander S. D. | 2:0 (Global 2:1) | U. P. Langreo |  |  |

| Ida; 27 de noviembre de 1969 | Levante U. D. | 4:0 | U. D. A. Gramanet |  |  |

| Vuelta; 10 de diciembre de 1969 | U. D. A. Gramanet | 1:2 (Global 1:6) | Levante U. D. |  |  |

| Ida; 03 de diciembre de 1969 | C. D. Tudelano | 2:3 | Club Sestao |  |  |

| Vuelta; 10 de diciembre de 1969 | Club Sestao | 3:0 (Global 6:2) | C. D. Tudelano |  |  |

| Ida; 04 de diciembre de 1969 | C. F. Reus Deportivo | 1:0 | U. D. Mahón |  |  |

| Vuelta; 11 de diciembre de 1969 | U. D. Mahón | 3:1 (Global 3:2) | C. F. Reus Deportivo |  |  |

## Tercera ronda

### Cuadro
| Equipo 1                        | Agr. | Equipo 2                     | Ida | Vuelta | 3er partido |
| ------------------------------- | ---- | ---------------------------- | --- | ------ | ----------- |
| R. S. Gimnástica de Torrelavega | 3-4  | C. D. Lugo                   | 1-0 | 2-4    |             |
| C. D. Alcoyano                  | 3-4  | C. D. Baracaldo Altos Hornos | 3-1 | 0-3    |             |
| Villarreal C. F.                | 2-7  | C. D. Colonia Moscardó       | 2-4 | 0-3    |             |
| Cádiz C. F.                     | 5-3  | C. D. Tarrasa                | 4-1 | 1-2    |             |
| C. D. Eldense                   | 4-3  | Recreativo Europa Delicias   | 4-0 | 0-3    |             |
| Club Sestao                     | 4-3  | U. D. Figueras               | 3-1 | 1-2    |             |
| Real Santander S. D.            | 4-2  | C. D. Badajoz                | 3-0 | 1-2    |             |
| C. D. Mestalla                  | 4-2  | Fabril Deportivo             | 2-1 | 2-1    |             |
| Sevilla Atlético C.             | 1-2  | Hércules C. F.               | 1-1 | 0-1    |             |
| S. D. Ponferradina              | 4-3  | Levante U. D.                | 3-1 | 0-2    | 1-0         |
| C. D. Oberena                   | 2-1  | Imperial C. F.               | 2-0 | 0-1    |             |
| San Sebastián C. F.             | 0-2  | C. D. Cartagena              | 0-0 | 0-2    |             |

### Partidos
| Ida; 06 de enero de 1970 | R. S. Gimnástica de Torrelavega | 1:0 | C. D. Lugo |  |  |

| Vuelta; 14 de enero de 1970 | C. D. Lugo | 4:2 (Global 4:3) | R. S. Gimnástica de Torrelavega |  |  |

| Ida; 06 de enero de 1970 | C. D. Alcoyano | 3:1 | C. D. Baracaldo Altos Hornos |  |  |

| Vuelta; 21 de enero de 1970 | C. D. Baracaldo Altos Hornos | 3:0 (Global 4:3) | C. D. Alcoyano |  |  |

| Ida; 06 de enero de 1970 | Villarreal C. F. | 2:4 | C. D. Colonia Moscardó |  |  |

| Vuelta; 21 de enero de 1970 | C. D. Colonia Moscardó | 3:0 (Global 7:2) | Villarreal C. F. |  |  |

| Ida; 06 de enero de 1970 | Cádiz C. F. | 4:1 | C. D. Tarrasa |  |  |

| Vuelta; 21 de enero de 1970 | C. D. Tarrasa | 2:1 (Global 3:5) | Cádiz C. F. |  |  |

| Ida; 06 de enero de 1970 | C. D. Eldense | 4:0 | Recreativo Europa Delicias |  |  |

| Vuelta; 21 de enero de 1970 | Recreativo Europa Delicias | 3:0 (Global 3:4) | C. D. Eldense |  |  |

| Ida; 14 de enero de 1970 | Club Sestao | 3:1 | U. D. Figueras |  |  |

| Vuelta; 21 de enero de 1970 | U. D. Figueras | 2:1 (Global 3:4) | Club Sestao |  |  |

| Ida; 14 de enero de 1970 | Real Santander S. D. | 3:0 | C. D. Badajoz |  |  |

| Vuelta; 21 de enero de 1970 | C. D. Badajoz | 2:1 (Global 2:4) | Real Santander S. D. |  |  |

| Ida; 14 de enero de 1970 | C. D. Mestalla | 2:1 | Fabril Deportivo |  |  |

| Vuelta; 21 de enero de 1970 | Fabril Deportivo | 1:2 (Global 2:4) | C. D. Mestalla |  |  |

| Ida; 14 de enero de 1970 | Sevilla Atlético C. | 1:1 | Hércules C. F. |  |  |

| Vuelta; 21 de enero de 1970 | Hércules C. F. | 1:0 (Global 2:1) | Sevilla Atlético C. |  |  |

| Ida; 14 de enero de 1970 | S. D. Ponferradina | 3:1 | Levante U. D. |  |  |

| Vuelta; 21 de enero de 1970 | Levante U. D. | 2:0 | S. D. Ponferradina |  |  |

| Desempate; 28 de enero de 1970 | S. D. Ponferradina | 1:0 (Global 4:3) | Levante U. D. |  |  |

| Ida; 14 de enero de 1970 | C. D. Oberena | 2:0 | Imperial C. F. |  |  |

| Vuelta; 21 de enero de 1970 | Imperial C. F. | 1:0 (Global 1:2) | C. D. Oberena |  |  |

| Ida; 14 de enero de 1970 | San Sebastián C. F. | 0:0 | C. D. Cartagena |  |  |

| Vuelta; 21 de enero de 1970 | C. D. Cartagena | 2:0 (Global 2:0) | San Sebastián C. F. |  |  |

## Cuarta ronda

### Cuadro
| Equipo 1                          | Agr. | Equipo 2                  | Ida | Vuelta | 3er partido |
| --------------------------------- | ---- | ------------------------- | --- | ------ | ----------- |
| C. D. Tortosa                     | 2-3  | U. D. Salamanca           | 2-0 | 0-3    |             |
| Real Oviedo C. F.                 | 3-2  | C. D. Cartagena           | 2-2 | 0-0    | 1-0         |
| Cádiz C. F.                       | 3-1  | Real Gijón                | 3-0 | 0-1    |             |
| C. D. Eldense                     | 3-2  | Real Valladolid Deportivo | 1-1 | 2-1    |             |
| C. F. Calella                     | 3-8  | C. Atlético Osasuna       | 2-0 | 1-8    |             |
| C. D. Oberena                     | 0-2  | A. D. Rayo Vallecano      | 0-1 | 0-1    |             |
| C. D. Baracaldo Altos Hornos      | 1-3  | Real Murcia C. F.         | 0-0 | 1-3    |             |
| U. D. Barbastro                   | 1-5  | Onteniente C. F.          | 1-1 | 0-4    |             |
| C. D. Ilicitano                   | 3-2  | S. D. Sueca               | 3-0 | 0-2    |             |
| Real Betis Balompié               | 4-3  | Club Sestao               | 3-2 | 1-1    |             |
| Reyfra Atlético O. J. E.          | 0-2  | C. D. Castellón           | 0-1 | 0-1    |             |
| Burgos C. F.                      | 7-2  | C. D. Lugo                | 4-2 | 3-0    |             |
| C. D. San Andrés                  | 8-4  | C. D. Colonia Moscardó    | 5-1 | 3-3    |             |
| Club Ferrol                       | 4-0  | Hércules C. F.            | 4-0 | 0-0    |             |
| S. D. Ponferradina                | 3-7  | Bilbao Atlético C.        | 2-5 | 1-2    |             |
| Córdoba C. F.                     | 2-1  | Real Santander S. D.      | 2-0 | 0-1    |             |
| Melilla C. F.                     | 0-5  | C. D. Málaga              | 0-2 | 0-3    |             |
| U. D. Mahón                       | 1-2  | R. C. D. Español          | 0-0 | 1-2    |             |
| C. F. Calvo Sotelo de Puertollano | 2-5  | C. D. Mestalla            | 1-2 | 1-3    |             |
| Orihuela Deportiva C. F.          | 3-2  | C. D. Orense              | 3-2 | 0-0    |             |

### Partidos
| Ida; 04 de febrero de 1970 | C. D. Tortosa | 2:0 | U. D. Salamanca |  |  |

| Vuelta; 25 de febrero de 1970 | U. D. Salamanca | 3:0 (Global 3:2) | C. D. Tortosa |  |  |

| Ida; 04 de febrero de 1970 | Real Oviedo C. F. | 2:2 | C. D. Cartagena |  |  |

| Vuelta; 25 de febrero de 1970 | C. D. Cartagena | 0:0 | Real Oviedo C. F. |  |  |

| Desempate; 04 de marzo de 1970 | Real Oviedo C. F. | 1:0 (Global 3:2) | C. D. Cartagena |  |  |

| Ida; 04 de febrero de 1970 | Cádiz C. F. | 3:0 | Real Gijón |  |  |

| Vuelta; 25 de febrero de 1970 | Real Gijón | 1:0 (Global 1:3) | Cádiz C. F. |  |  |

| Ida; 04 de febrero de 1970 | C. D. Eldense | 1:1 | Real Valladolid Deportivo |  |  |

| Vuelta; 25 de febrero de 1970 | Real Valladolid Deportivo | 1:2 (Global 2:3) | C. D. Eldense |  |  |

| Ida; 04 de febrero de 1970 | C. F. Calella | 2:0 | C. Atlético Osasuna |  |  |

| Vuelta; 25 de febrero de 1970 | C. Atlético Osasuna | 8:1 (Global 8:3) | C. F. Calella |  |  |

| Ida; 04 de febrero de 1970 | C. D. Oberena | 0:1 | A. D. Rayo Vallecano |  |  |

| Vuelta; 25 de febrero de 1970 | A. D. Rayo Vallecano | 1:0 (Global 2:0) | C. D. Oberena |  |  |

| Ida; 04 de febrero de 1970 | C. D. Baracaldo Altos Hornos | 0:0 | Real Murcia C. F. |  |  |

| Vuelta; 25 de febrero de 1970 | Real Murcia C. F. | 3:1 (Global 3:1) | C. D. Baracaldo Altos Hornos |  |  |

| Ida; 04 de febrero de 1970 | U. D. Barbastro | 1:1 | Onteniente C. F. |  |  |

| Vuelta; 25 de febrero de 1970 | Onteniente C. F. | 4:0 (Global 5:1) | U. D. Barbastro |  |  |

| Ida; 04 de febrero de 1970 | C. D. Ilicitano | 3:0 | S. D. Sueca |  |  |

| Vuelta; 18 de febrero de 1970 | S. D. Sueca | 2:0 (Global 2:3) | C. D. Ilicitano |  |  |

| Ida; 04 de febrero de 1970 | Real Betis Balompié | 3:2 | Club Sestao |  |  |

| Vuelta; 25 de febrero de 1970 | Club Sestao | 1:1 (Global 3:4) | Real Betis Balompié |  |  |

| Ida; 04 de febrero de 1970 | Reyfra Atlético O. J. E. | 0:1 | C. D. Castellón |  |  |

| Vuelta; 25 de febrero de 1970 | C. D. Castellón | 1:0 (Global 2:0) | Reyfra Atlético O. J. E. |  |  |

| Ida; 04 de febrero de 1970 | Burgos C. F. | 4:2 | C. D. Lugo |  |  |

| Vuelta; 10 de febrero de 1970 | C. D. Lugo | 0:3 (Global 2:7) | Burgos C. F. |  |  |

| Ida; 04 de febrero de 1970 | C. D. San Andrés | 5:1 | C. D. Colonia Moscardó |  |  |

| Vuelta; 18 de febrero de 1970 | C. D. Colonia Moscardó | 3:3 (Global 4:8) | C. D. San Andrés |  |  |

| Ida; 04 de febrero de 1970 | Club Ferrol | 4:0 | Hércules C. F. |  |  |

| Vuelta; 18 de febrero de 1970 | Hércules C. F. | 0:0 (Global 0:4) | Club Ferrol |  |  |

| Ida; 04 de febrero de 1970 | S. D. Ponferradina | 2:5 | Bilbao Atlético C. |  |  |

| Vuelta; 25 de febrero de 1970 | Bilbao Atlético C. | 2:1 (Global 7:3) | S. D. Ponferradina |  |  |

| Ida; 04 de febrero de 1970 | Córdoba C. F. | 2:0 | Real Santander S. D. |  |  |

| Vuelta; 25 de febrero de 1970 | Real Santander S. D. | 1:0 (Global 1:2) | Córdoba C. F. |  |  |

| Ida; 04 de febrero de 1970 | Melilla C. F. | 0:2 | C. D. Málaga |  |  |

| Vuelta; 25 de febrero de 1970 | C. D. Málaga | 3:0 (Global 5:0) | Melilla C. F. |  |  |

| Ida; 04 de febrero de 1970 | U. D. Mahón | 0:0 | R. C. D. Español |  |  |

| Vuelta; 25 de febrero de 1970 | R. C. D. Español | 2:1 (Global 2:1) | U. D. Mahón |  |  |

| Ida; 04 de febrero de 1970 | C. F. Calvo Sotelo de Puertollano | 1:2 | C. D. Mestalla |  |  |

| Vuelta; 25 de febrero de 1970 | C. D. Mestalla | 3:1 (Global 5:2) | C. F. Calvo Sotelo de Puertollano |  |  |

| Ida; 10 de febrero de 1970 | Orihuela Deportiva C. F. | 3:2 | C. D. Orense |  |  |

| Vuelta; 25 de febrero de 1970 | C. D. Orense | 0:0 (Global 2:3) | Orihuela Deportiva C. F. |  |  |

## Quinta ronda

### Cuadro
| Equipo 1          | Agr. | Equipo 2            | Ida | Vuelta |
| ----------------- | ---- | ------------------- | --- | ------ |
| Real Oviedo C. F. | 3-1  | Burgos C. F.        | 1-1 | 2-0    |
| C. D. Ilicitano   | 0-1  | C. Atlético Osasuna | 0-0 | 0-1    |
| C. D. Eldense     | 1-2  | C. D. Castellón     | 1-0 | 0-2    |
| C. D. San Andrés  | 0-1  | C. D. Mestalla      | 0-0 | 0-1    |

### Partidos
| Ida; 11 de marzo de 1970 | Real Oviedo C. F. | 1:1 | Burgos C. F. |  |  |

| Vuelta; 19 de marzo de 1970 | Burgos C. F. | 0:2 (Global 1:3) | Real Oviedo C. F. |  |  |

| Ida; 11 de marzo de 1970 | C. D. Ilicitano | 0:0 | C. Atlético Osasuna |  |  |

| Vuelta; 25 de marzo de 1970 | C. Atlético Osasuna | 1:0 (Global 1:0) | C. D. Ilicitano |  |  |

| Ida; 11 de marzo de 1970 | C. D. Eldense | 1:0 | C. D. Castellón |  |  |

| Vuelta; 25 de marzo de 1970 | C. D. Castellón | 2:0 (Global 2:1) | C. D. Eldense |  |  |

| Ida; 25 de marzo de 1970 | C. D. San Andrés | 0:0 | C. D. Mestalla |  |  |

| Vuelta; 01 de abril de 1970 | C. D. Mestalla | 1:0 (Global 1:0) | C. D. San Andrés |  |  |

## Dieciseisavos de final

### Cuadro
| Equipo 1                 | Agr. | Equipo 2              | Ida | Vuelta | 3er partido |
| ------------------------ | ---- | --------------------- | --- | ------ | ----------- |
| Orihuela Deportiva C. F. | 3-2  | R. C. D. Mallorca     | 3-1 | 0-1    |             |
| Granada C. F.            | 2-1  | A. D. Rayo Vallecano  | 1-0 | 1-1    |             |
| C. D. Mestalla           | 2-4  | C. D. Sabadell C. F.  | 2-1 | 0-3    |             |
| C. D. Málaga             | 1-2  | U. D. Las Palmas      | 1-0 | 0-2    |             |
| Pontevedra C. F.         | 3-2  | Onteniente C. F.      | 2-0 | 1-2    |             |
| Real Sociedad de F.      | 3-2  | Real Oviedo C. F.     | 2-0 | 0-2    | 1-0         |
| Cádiz C. F.              | 2-3  | C. Atlético de Bilbao | 1-1 | 1-2    |             |
| Elche C. F.              | 1-4  | Club Ferrol           | 1-1 | 0-3    |             |
| R. C. D. Español         | 3-4  | C. F. Barcelona       | 2-1 | 1-3    |             |
| Real Murcia C. F.        | 4-2  | Sevilla C. F.         | 4-0 | 0-2    |             |
| C. Atlético Osasuna      | 1-6  | Valencia C. F.        | 0-3 | 1-3    |             |
| Real Zaragoza C. D.      | 1-0  | U. D. Salamanca       | 1-0 | 0-0    |             |
| C. D. Castellón          | 2-5  | Real Madrid C. F.     | 2-2 | 0-3    |             |
| C. Atlético de Madrid    | 4-1  | Córdoba C. F.         | 2-1 | 2-0    |             |
| Real Betis Balompié      | 3-2  | R. C. D. Coruña       | 1-1 | 1-1    | 1-0         |
| Bilbao Atlético C.       | 2-3  | R. C. Celta de Vigo   | 1-1 | 1-1    | 0-1         |

### Partidos
| Ida; 01 de mayo de 1970 | Orihuela Deportiva C. F. | 3:1 | R. C. D. Mallorca |  |  |

| Vuelta; 10 de mayo de 1970 | R. C. D. Mallorca | 1:0 (Global 2:3) | Orihuela Deportiva C. F. |  |  |

| Ida; 02 de mayo de 1970 | Granada C. F. | 1:0 | A. D. Rayo Vallecano |  |  |

| Vuelta; 10 de mayo de 1970 | A. D. Rayo Vallecano | 1:1 (Global 1:2) | Granada C. F. |  |  |

| Ida; 02 de mayo de 1970 | C. D. Mestalla | 2:1 | C. D. Sabadell C. F. |  |  |

| Vuelta; 10 de mayo de 1970 | C. D. Sabadell C. F. | 3:0 (Global 4:2) | C. D. Mestalla |  |  |

| Ida; 02 de mayo de 1970 | C. D. Málaga | 1:0 | U. D. Las Palmas |  |  |

| Vuelta; 10 de mayo de 1970 | U. D. Las Palmas | 2:0 (Global 2:1) | C. D. Málaga |  |  |

| Ida; 02 de mayo de 1970 | Pontevedra C. F. | 2:0 | Onteniente C. F. |  |  |

| Vuelta; 10 de mayo de 1970 | Onteniente C. F. | 2:1 (Global 2:3) | Pontevedra C. F. |  |  |

| Ida; 02 de mayo de 1970 | Real Sociedad de F. | 2:0 | Real Oviedo C. F. |  |  |

| Vuelta; 09 de mayo de 1970 | Real Oviedo C. F. | 2:0 | Real Sociedad de F. |  |  |

| Desempate; 12 de mayo de 1970 | Real Sociedad de F. | 1:0 (Global 3:2) | Real Oviedo C. F. |  |  |

| Ida; 03 de mayo de 1970 | Cádiz C. F. | 1:1 | C. Atlético de Bilbao |  |  |

| Vuelta; 10 de mayo de 1970 | C. Atlético de Bilbao | 2:1 (Global 3:2) | Cádiz C. F. |  |  |

| Ida; 03 de mayo de 1970 | Elche C. F. | 1:1 | Club Ferrol |  |  |

| Vuelta; 10 de mayo de 1970 | Club Ferrol | 3:0 (Global 4:1) | Elche C. F. |  |  |

| Ida; 03 de mayo de 1970 | R. C. D. Español | 2:1 | C. F. Barcelona |  |  |

| Vuelta; 10 de mayo de 1970 | C. F. Barcelona | 3:1 (Global 4:3) | R. C. D. Español |  |  |

| Ida; 03 de mayo de 1970 | Real Murcia C. F. | 4:0 | Sevilla C. F. |  |  |

| Vuelta; 09 de mayo de 1970 | Sevilla C. F. | 2:0 (Global 2:4) | Real Murcia C. F. |  |  |

| Ida; 03 de mayo de 1970 | C. Atlético Osasuna | 0:3 | Valencia C. F. |  |  |

| Vuelta; 09 de mayo de 1970 | Valencia C. F. | 3:1 (Global 6:1) | C. Atlético Osasuna |  |  |

| Ida; 03 de mayo de 1970 | Real Zaragoza C. D. | 1:0 | U. D. Salamanca |  |  |

| Vuelta; 10 de mayo de 1970 | U. D. Salamanca | 0:0 (Global 0:1) | Real Zaragoza C. D. |  |  |

| Ida; 03 de mayo de 1970 | C. D. Castellón | 2:2 | Real Madrid C. F. |  |  |

| Vuelta; 10 de mayo de 1970 | Real Madrid C. F. | 3:0 (Global 5:2) | C. D. Castellón |  |  |

| Ida; 03 de mayo de 1970 | C. Atlético de Madrid | 2:1 | Córdoba C. F. |  |  |

| Vuelta; 10 de mayo de 1970 | Córdoba C. F. | 0:2 (Global 1:4) | C. Atlético de Madrid |  |  |

| Ida; 03 de mayo de 1970 | Real Betis Balompié | 1:1 | R. C. D. Coruña |  |  |

| Vuelta; 10 de mayo de 1970 | R. C. D. Coruña | 1:1 | Real Betis Balompié |  |  |

| Desempate; 12 de mayo de 1970 | Real Betis Balompié | 1:0 (Global 3:2) | R. C. D. Coruña |  |  |

| Ida; 03 de mayo de 1970 | Bilbao Atlético C. | 1:1 | R. C. Celta de Vigo |  |  |

| Vuelta; 10 de mayo de 1970 | R. C. Celta de Vigo | 1:1 | Bilbao Atlético C. |  |  |

| Desempate; 12 de mayo de 1970 | Bilbao Atlético C. | 0:1 (Global 2:3) | R. C. Celta de Vigo |  |  |

## Octavos de final

### Cuadro
| Equipo 1              | Agr. | Equipo 2                 | Ida | Vuelta |
| --------------------- | ---- | ------------------------ | --- | ------ |
| Valencia C. F.        | 4-2  | Granada C. F.            | 3-0 | 1-2    |
| U. D. Las Palmas      | 3-4  | Real Madrid C. F.        | 2-0 | 1-4    |
| C. Atlético de Madrid | 2-3  | C. Atlético de Bilbao    | 1-1 | 1-2    |
| R. C. Celta de Vigo   | 1-3  | C. F. Barcelona          | 1-0 | 0-3    |
| Pontevedra C. F.      | 1-10 | Real Zaragoza C. D.      | 1-2 | 0-8    |
| C. D. Sabadell C. F.  | 2-1  | Real Sociedad de F.      | 2-0 | 0-1    |
| Real Murcia C. F.     | 5-1  | Orihuela Deportiva C. F. | 3-0 | 2-1    |
| Real Betis Balompié   | 0-2  | Club Ferrol              | 0-1 | 0-1    |

### Partidos
| Ida; 16 de mayo de 1970 | Valencia C. F. | 3:0 | Granada C. F. |  |  |

| Vuelta; 23 de mayo de 1970 | Granada C. F. | 2:1 (Global 2:4) | Valencia C. F. |  |  |

| Ida; 17 de mayo de 1970 | U. D. Las Palmas | 2:0 | Real Madrid C. F. |  |  |

| Vuelta; 24 de mayo de 1970 | Real Madrid C. F. | 4:1 (Global 4:3) | U. D. Las Palmas |  |  |

| Ida; 17 de mayo de 1970 | C. Atlético de Madrid | 1:1 | C. Atlético de Bilbao |  |  |

| Vuelta; 24 de mayo de 1970 | C. Atlético de Bilbao | 2:1 (Global 3:2) | C. Atlético de Madrid |  |  |

| Ida; 17 de mayo de 1970 | R. C. Celta de Vigo | 1:0 | C. F. Barcelona |  |  |

| Vuelta; 24 de mayo de 1970 | C. F. Barcelona | 3:0 (Global 3:1) | R. C. Celta de Vigo |  |  |

| Ida; 17 de mayo de 1970 | Pontevedra C. F. | 1:2 | Real Zaragoza C. D. |  |  |

| Vuelta; 24 de mayo de 1970 | Real Zaragoza C. D. | 8:0 (Global 10:1) | Pontevedra C. F. |  |  |

| Ida; 17 de mayo de 1970 | C. D. Sabadell C. F. | 2:0 | Real Sociedad de F. |  |  |

| Vuelta; 24 de mayo de 1970 | Real Sociedad de F. | 1:0 (Global 1:2) | C. D. Sabadell C. F. |  |  |

| Ida; 20 de mayo de 1970 | Real Murcia C. F. | 3:0 | Orihuela Deportiva C. F. |  |  |

| Vuelta; 28 de mayo de 1970 | Orihuela Deportiva C. F. | 1:2 (Global 1:5) | Real Murcia C. F. |  |  |

| Ida; 20 de mayo de 1970 | Real Betis Balompié | 0:1 | Club Ferrol |  |  |

| Vuelta; 27 de mayo de 1970 | Club Ferrol | 1:0 (Global 2:0) | Real Betis Balompié |  |  |

## Cuartos de final

### Cuadro
| Equipo 1             | Agr. | Equipo 2              | Ida | Vuelta |
| -------------------- | ---- | --------------------- | --- | ------ |
| Real Madrid C. F.    | 3-1  | C. F. Barcelona       | 2-0 | 1-1    |
| C. D. Sabadell C. F. | 2-3  | C. Atlético de Bilbao | 2-1 | 0-2    |
| Real Zaragoza C. D.  | 9-1  | Real Murcia C. F.     | 4-0 | 5-1    |
| Valencia C. F.       | 4-3  | Club Ferrol           | 1-1 | 3-2    |

### Partidos
| Ida; 30 de mayo de 1970 | Real Madrid C. F. | 2:0 | C. F. Barcelona |  |  |

| Vuelta; 06 de junio de 1970 | C. F. Barcelona | 1:1 (Global 1:3) | Real Madrid C. F. |  |  |

| Ida; 30 de mayo de 1970 | C. D. Sabadell C. F. | 2:1 | C. Atlético de Bilbao |  |  |

| Vuelta; 06 de junio de 1970 | C. Atlético de Bilbao | 2:0 (Global 3:2) | C. D. Sabadell C. F. |  |  |

| Ida; 03 de junio de 1970 | Real Zaragoza C. D. | 4:0 | Real Murcia C. F. |  |  |

| Vuelta; 10 de junio de 1970 | Real Murcia C. F. | 1:5 (Global 1:9) | Real Zaragoza C. D. |  |  |

| Ida; 03 de junio de 1970 | Valencia C. F. | 1:1 | Club Ferrol |  |  |

| Vuelta; 10 de junio de 1970 | Club Ferrol | 2:3 (Global 3:4) | Valencia C. F. |  |  |

## Semifinales

### Cuadro
| Equipo 1          | Agr. | Equipo 2              | Ida | Vuelta |
| ----------------- | ---- | --------------------- | --- | ------ |
| Real Madrid C. F. | 2-1  | C. Atlético de Bilbao | 0-1 | 2-0    |
| Valencia C. F.    | 2-1  | Real Zaragoza C. D.   | 2-0 | 0-1    |

### Partidos
| Ida; 13 de junio de 1970 | Real Madrid C. F. | 0:1 | C. Atlético de Bilbao |  |  |

| Vuelta; 20 de junio de 1970 | C. Atlético de Bilbao | 0:2 (Global 1:2) | Real Madrid C. F. |  |  |

| Ida; 13 de junio de 1970 | Valencia C. F. | 2:0 | Real Zaragoza C. D. |  |  |

| Vuelta; 20 de junio de 1970 | Real Zaragoza C. D. | 1:0 (Global 1:2) | Valencia C. F. |  |  |

### Final
La final de la Copa del Generalísimo 1969-70 tuvo lugar el 28 de junio de 1970 en el Camp Nou de Barcelona.
| Domingo 28 de junio de 1970, 20:00 | Real Madrid C. F.                       | 3 - 1 | Valencia C. F. | Camp Nou, Barcelona                                                      |                                                                          |
|                                    | Pirri 34' · Planelles 60' · Fleitas 65' |       | Jara 38'       | Asistencia: 80 200 espectadores Árbitro(s): José María Ortiz de Mendíbil | Asistencia: 80 200 espectadores Árbitro(s): José María Ortiz de Mendíbil |

|                           |
| Campeón Real Madrid C. F. |
| 11.° título               |